# Asakura Kagetoshi
Asakura Kagetoshi (朝倉 景紀?; 1505 – 11 giugno 1572) è stato un samurai giapponese del periodo Sengoku, appartenente al clan Asakura.

## Biografia
Kagetoshi era figlio di Asakura Sadakage e fu adottato da Asakura Norikage. Servì il padre adottivo in diverse campagne contro gli Ikki della provincia di Kaga e gli venne assegnato il castello di Tsuruga. 
Ottemperava ai bisogni di Ashikaga Yoshiaki quando quest'ultimo arrivò ad Echizen dopo la morte di Ashikaga Yoshiteru nel 1565.